# Hrabstwo Cullman

Piramida wieku hrabstwa

Cullman – hrabstwo w stanie Alabama w USA. Populacja liczy 80 406 mieszkańców (stan według spisu z 2010 roku).
Powierzchnia hrabstwa to 1955 km² (w tym 42 km² stanowią wody). Gęstość zaludnienia wynosi 42 osób/km².

## Miasta
- Arab
- Baileyton
- Colony
- Cullman
- Dodge City
- Fairview
- Hanceville
- Holly Pond
- South Vinemont
- West Point

## CDP
- East Point
- Joppa